# Paranewsteadia maculata
Paranewsteadia maculata är en insektsart som först beskrevs av Robert Newstead 1896.  Paranewsteadia maculata ingår i släktet Paranewsteadia och familjen pansarsköldlöss. Inga underarter finns listade i Catalogue of Life.